# Gala Nhạc Việt
Gala Nhạc Việt (GNV) là một chương trình ca vũ nhạc kịch thu hình, có phát hành sản phẩm do HNH Entertainment và T Production tổ chức sản xuất. Chương trình quy tụ nhiều nghệ sĩ tên tuổi của Việt Nam như Đàm Vĩnh Hưng, Cẩm Ly, Đan Trường, Lam Trường, Thu Minh, Lệ Quyên, Thanh Thảo, Quang Dũng, Quang Linh, Phương Thanh, Phi Nhung, Hồ Ngọc Hà, Hà Anh Tuấn, Thủy Tiên,...
Một năm thường có 2 chương trình Gala Nhạc Việt. Trong đó, 1 chương trình sẽ mang chủ đề xuân, phát hành vào dịp Tết nguyên đán. Chương trình còn lại mang chủ đề về tình yêu, thường phát hành vào mùa thu. MC thường trực của chuỗi chương trình này là Trấn Thành và Hồ Ngọc Hà.
Các chương trình của Gala Nhạc Việt thường đem đến những sáng tác mới hoặc những sự kết hợp mới. Phần lớn nội dung chương trình tập trung chủ yếu vào mảng nhạc trẻ, tuy nhiên mỗi số Gala Nhạc Việt đều có một số ít những bài hát trữ tình quê hương nhằm đa dạng nội dung cũng như sở thích, thị hiếu.

## Danh sách chương trình
| TT | Tên chương trình              | Năm phát hành | Danh sách tiết mục |
| -- | ----------------------------- | ------------- | --- |
| 1  | Nhạc Hội Tết Việt             | 2013          | 1. Phần mở đầu 2. Video clip: Tết Việt 3. Ngày Tết Quê Em (Từ Huy) - Nhóm V.Music, Bảo Anh, Ái Phương, Yến Chi, Tiêu Châu Như Quỳnh 4. Bức Tranh Xuân Ngời (Nguyễn Hồng Thuận) - Hồ Ngọc Hà 5. Tết Nguyên Đán (Phương Uyên) - Nhóm V.Music 6. Đón Xuân (Phạm Đình Chương) - Minh Hằng 7. Khúc Giao Mùa (Huy Tuấn) - Bùi Anh Tuấn, Tiêu Châu Như Quỳnh 8. Đón Tết (Nguyễn Ngọc Thiện) - Nhóm T.V.M 9. Nét Ca Trù Ngày Xuân (Nguyễn Cường) - Nhóm Giao Thời 10. Xuân Ca (Nguyễn Ngọc Thiện) - Noo Phước Thịnh 11. Ca nhạc hài: Nắng Có Còn Xuân (Đức Trí) - Trấn Thành, Thanh Thúy 12. Chỉ Tại Duyên Số (Minh Vy) - Quốc Đại, Cẩm Ly 13. Bức Họa Đồng Quê (Văn Phụng) - Vy Oanh 14. Video clip: Nghệ sĩ chúc Tết 15. Video clip: Người Việt khắp nơi đón Tết 16. Đêm Giao Thừa Nghe Một Khúc Dân Ca (Võ Đông Điền) - NSƯT Thoại Mỹ 17. Quê Hương Tôi (Khắc Việt) - Nhóm V.Music 18. Xin Chào Việt Nam (LV: Lê Tự Minh) - Ái Phương 19. Trở Về (Xuân Nghĩa) - Đinh Hương 20. Ra Giêng Anh Cưới Em (Lư Nhất Vũ, Lê Giang) - Nguyên Vũ, Vân Trang 21. Điệp Khúc Mùa Xuân (Quốc Dũng) - Bảo Anh 22. Video clip: Vui xuân - Đón Tết 23. Xuân Có Em (Hoàng Tôn) - Bùi Anh Tuấn 24. Xuân Đến Muôn Nhà (Phương Uyên) - Thiều Bảo Trang, Thiều Bảo Trâm 25. Khúc Xuân Yêu Đời (Mạnh Quân) - Khương Ngọc, Ái Phương 26. Xuân Yêu Thương (LV: Quỳnh Giang) - Khánh Thy 27. Tết Phát Tài (Minh Vy) - Cẩm Ly 28. LK Xuân Ước Mơ: Đi Bên Anh Mùa Xuân (Lê Quang), Phố Xuân (Hoài An), Đoản Xuân Ca (Thanh Sơn), Chúc Xuân (Đinh Trung Chính), Xuân Ước Mơ (Nguyễn Hồng Thuận) - Nguyên Vũ, Vy Oanh, Thảo Nhi, Nhan Phúc Vinh, Kim Cương, Lê Trung Cương 29. Video clip: Khám phá hậu trường |
| 2  | Con Đường Tình Yêu            | 2013          | 1. Phần mở đầu 2. LK Con Đường Tình Yêu: Con Đường Tình Yêu 1 (Đào Trọng Thịnh), Con Đường Tình Yêu 2 (Bùi Anh Dũng), Con Đường Tình Yêu 3 (Nguyên Dũng), Vì Ta Đã Yêu (Vũ Duy Khánh) - Ngô Kiến Huy, Ái Phương, Hồ Vĩnh Khoa, Thu Thủy 3. Rung Động (Nguyễn Đức Cường) - Nhóm T.V.M 4. Đơn Giản Vậy Thôi (Hồ Trung Dũng) - Hồ Trung Dũng 5. Cần Lắm (Hoàng Rapper) - Trà My, Vũ Cát Tường 6. Không Đổi Thay (Đỗ Hiếu) - Hồ Vĩnh Khoa, Ngọc Quyên 7. Cứ Lừa Dối Đi (Huỳnh Nhật Tân) - Song Giang 8. Lúc Mới Yêu (Đức Trí) - Chung Thục Quyên, Kim Dung, Thùy Linh 9. Buông Rơi Nụ Hôn Cuối (Phúc Trường) - Hiền Thục 10. Kiss Me (Phúc Trường) - Thủy Tiên 11. Con Tim Tan Vỡ (Nguyễn Duy An) - Trần Ngọc Khanh, Ái Phương 12. Nhạc cảnh Đường Tình Đôi Ngã: Không Bao Giờ Quên Anh (Hoàng Trang), Được Tin Em Lấy Chồng (Châu Kỳ), Đường Tình Đôi Ngã (Ngân Giang) - Nguyên Vũ, Uyên Trang 13. Chạm Vào Hơi Thở (Kiên Trần) - Sơn Ngọc Minh, Miu Lê 14. Hững Hờ (Huỳnh Nhật Tân) - Thanh Thảo 15. Say (Phương Uyên) - Thiều Bảo Trang, Thiều Bảo Trâm 16. Romeo & Juliet (LV: Quốc Bảo) - Thu Thủy, Chí Thiện 17. Về Đâu Mái Tóc Người Thương (Hoài Linh) - Cẩm Ly 18. Hài kịch: Chuyện Tình Thân Và Thở (Thu Trang) - Trấn Thành, Thu Trang 19. LK Trái Tim Lầm Lỡ (Trần Huân), Tình Có Như Không (Trần Thiện Thanh) - Ngô Kiến Huy, Yến Trang 20. LK Muộn Màng (Nguyễn Hoàng Duy), Vì Em Đánh Mất (Hà Quang Minh, Hồ Ngọc Hà) - Nhóm V.Music 21. Điều Ngọt Ngào Nhất (Nguyễn Hồng Thuận) - Cao Thái Sơn 22. Hãy Tha Thứ Cho Em (Dương Khắc Linh, Hoàng Huy Long) - Hồ Ngọc Hà 23. LK Chú Rể, Cô Dâu, Ngày Hạnh Phúc (Nguyễn Hồng Thuận) - Ngọc Thuận, Việt Cường, Minh Trung, Bảo Trân, Bích Khanh, Đàm Phương Linh 24. Hậu trường |
| 3  | Hương Sắc Tết Việt            | 2014          | 1. Phần mở đầu 2. Quê Hương Mùa Xuân (Tiến Luân) - Thu Thủy, Bảo Thy, Minh Thư, Tiêu Châu Như Quỳnh 3. Lắng Nghe Mùa Xuân Về (Dương Thụ) - Bảo Anh, Bùi Anh Tuấn 4. Xuân Đã Về (Minh Kỳ) - Minh Hằng 5. Xuân Rạng Ngời (Thiều Bảo Trang) - Thiều Bảo Trang, Thiều Bảo Trâm 6. Xuân Đẹp Làm Sao (Thanh Sơn) - Thanh Thảo 7. Câu Chuyện Đầu Năm (Hoài An) - Uyên Trang, Quý Bình 8. Xuân Về Trên Môi Em (Huỳnh Nhật Tân) - Nhóm T.V.M 9. Phim ngắn: Tết Đoàn Viên (Đạo diễn: Đinh Hà Uyên Thư, Kịch bản: Phúc Châu) - NSƯT Kim Xuân, Sơn Ngọc Minh và các diễn viên khác 10. Ước Mơ Ngọt Ngào (Hoài An) - Đan Trường, Cẩm Ly 11. LK Giao Thừa Xa Xứ (Nguyễn Kha Thy), Quê Tôi (Minh Vy) - Hoàng Châu, Sơn Ngọc Minh 12. Du Xuân (An Thuyên) - Thu Thủy 13. Tình Duyên Đầu Năm (Quốc Bảo) - NSƯT Thoại Mỹ, Nguyên Vũ 14. Tết Trong Tâm Hồn (Nguyễn Hoàng Tôn) - Chí Thiện, Trần Ngọc Khanh, Mai Fin 15. Con Bướm Xuân - Yến Trang, Yến Nhi 16. Tết Quê Hương (Minh Vy) - Cẩm Ly 17. Xa Quê (Minh Vy) - Quốc Đại 18. Hài kịch: Về Quê Ăn Tết (Thu Trang) - Trung Dân, Trấn Thành, Thu Trang, Tiến Luật 19. Nắng Xuân Hồng (Dzoãn Bình) - Thủy Tiên 20. Tình Em Mùa Xuân (Trường Huy) - Ngô Kiến Huy, Bảo Thy 21. Xuân Bên Anh (Lương Ngọc Châu) - Minh Thư, Tiêu Châu Như Quỳnh 22. LK Lý Ngựa Ô 3 Miền - Dương Triệu Vũ, Thanh Thúy 23. Nắng Có Còn Xuân (Đức Trí) - Nhóm V.Music 24. Bài Hát Ru Mùa Xuân (Dương Thụ) - Đoan Trang 25. Như Hoa Mùa Xuân (Châu Đăng Khoa) - Hồ Ngọc Hà, Thủy Tiên, Minh Hằng 26. Chúc Xuân (Đinh Trung Chính) - Đàm Vĩnh Hưng 27. LK Hương Sắc Tết Việt: Chúc Mừng Năm Mới (A Tuân), Gió Xuân (Vũ Quốc Bình), Mùa Xuân Ơi (Nguyễn Ngọc Thiện) - Diễm Hương, Ngọc Diễm, Phương Mai, Baggio, Harry Lu, Diễm My 9x |
| 4  | Những Giấc Mơ Trở Về          | 2014          | 1. Phần mở đầu 2. Những Giấc Mơ Trở Về (Nguyễn Hồng Thuận) - Bảo Anh, Ái Phương, Giang Hồng Ngọc, Phương Trinh Jolie 3. Lấp Lánh Ước Mơ (Bảo Lan) - Nhóm New Stars 4. Đêm Nằm Mơ Phố (Việt Anh) - Tiêu Châu Như Quỳnh 5. Dĩ Vãng Nhạt Nhòa (LV: Khúc Lan) - Ưng Hoàng Phúc, Yến Trang 6. Giấc Mơ Cánh Cò (Vũ Quốc Việt) - Sơn Ngọc Minh 7. Gặp Mẹ Trong Mơ (LV: Lê Tự Minh) - Bảo Thy 8. LK Ký Ức Tuổi Thơ: Sắc Màu Tuổi Thơ (Mai Thang, Phạm Quỳnh Anh), Ngôi Trường Dấu Yêu (Ngô Anh Huy), Khúc Nhạc Vui (Nguyễn Ngọc Thiện) - Cao Mỹ Kim, Khổng Tú Quỳnh, Băng Di, Đàm Phương Linh, Dương Hiếu Nghĩa, Nam Hee, Nukan Trần Tùng Anh, Tronie 9. Am I In Love (Dương Khắc Linh, Hoàng Huy Long) - Minh Hằng 10. Mơ Một Hạnh Phúc (Phạm Khánh Hưng) - Ông Cao Thắng, Đông Nhi 11. Hạnh Phúc Nơi Nào (Nguyễn Hoàng Duy) - Noo Phước Thịnh, Ái Phương 12. Tình Nhớ (Trịnh Công Sơn) - Đinh Hương 13. Cứ Thế (Phạm Toàn Thắng) - Hà Anh Tuấn 14. Em Không Cần Anh (Châu Đăng Khoa) - Hồ Ngọc Hà 15. Video clip: Khám phá hậu trường 16. Để Nhớ Một Thời Ta Đã Yêu (Thái Thịnh) - Hồ Trung Dũng, Vy Oanh 17. Dấu Yêu Một Thời (Mạnh Quân) - Noo Phước Thịnh 18. Con Tim Dại Khờ (Dũng Phạm) - Bùi Anh Tuấn, Bảo Anh 19. Bài Tango Xa Rồi (Hoài An) - Thu Thủy, Tim, Hồ Vĩnh Khoa 20. LK Khóc (Minh Thư) - Lam Trường, Minh Thư 21. LK Vì Trong Nghịch Cảnh (Hoài Nam), Trách Ai Vô Tình (Nhật Ngân) - Phi Nhung, Nguyên Vũ 22. Những Giấc Mơ Qua Rồi (Minh Vy) - Cẩm Ly 23. Hài kịch: Mối Tình Xưa (Trấn Thành) - Trấn Thành, Thanh Thúy, Cát Phượng 24. Mưa Trên Quê Hương (Minh Châu) - Vân Trang, Kim Cương 25. Ô Ô Ngày Ấy (Phương Uyên) - Thiều Bảo Trang, Thiều Bảo Trâm 26. Dù Tình Phôi Pha (Đỗ Hiếu) - Hồ Ngọc Hà, Hà Anh Tuấn 27. Giấc Mơ Màu Xanh (Lê Quang) - Giang Hồng Ngọc, Sơn Ngọc Minh 28. Cứ Để Tôi Mơ (Duy Anh) - Tiêu Châu Như Quỳnh, Bùi Anh Tuấn, Thái Trinh, Loki Bảo Long |
| 5  | Xuân Đất Việt - Tết Quê Hương | 2015          | 1. Phần mở đầu 2. Tết Đoàn Viên (Minh Vy) - Lam Trường, Cẩm Ly, 8 ca sĩ Giọng Hát Việt nhí 3. Phút Giao Thừa Lặng Lẽ (Huy Tuấn, Anh Quân) - Bùi Anh Tuấn, Tiêu Châu Như Quỳnh 4. Mùa Xuân Đầu Tiên (Văn Cao) - Khánh Phương, Quế Vân 5. LK Lý Tết Quê Hương (Hoàng Song Việt) - Bảo Anh, Ái Phương, Giang Hồng Ngọc 6. LK Đất Việt Ngàn Năm Vọng Mãi: Đất Việt - Tiếng Vọng Ngàn Đời (Lê Quang), Hào Khí Việt Nam (Holly Thắng) - Trương Nam Thành, Lê Trung Cương, Minh Trung 7. Nắng Có Còn Xuân (Đức Trí) - Lệ Quyên 8. Hãy Đến Với Con Người Việt Nam (Xuân Nghĩa) - Khổng Tú Quỳnh, Cao Mỹ Kim, Băng Di, Nam Hee, Chí Thành, Đỗ Phú Quí 9. Sắc Xuân Núi Rừng (Hoàn An) - Nhóm Mặt Trời Mới, Nhóm Ayor 10. LK Đón Xuân Này Nhớ Xuân Xưa: Đón Xuân Này Nhớ Xuân Xưa (Châu Kỳ), Hạnh Phúc Đầu Xuân (Minh Kỳ, Lê Dinh), Lá Thư Ngày Tết (Trần Long Ẩn) - Quý Bình, Uyên Trang 11. Phim ngắn: Tết Đoàn Viên - Vị Của Tình Thân (Kịch bản: T Production, Đạo diễn: Đinh Hà Uyên Thư) - Ngân Quỳnh, Cao Mỹ Kim, Bùi Anh Tú và các diễn viên khác 12. Mừng Tuổi Mẹ Cha (Hoài An) - Đan Trường, Hồ Ngọc Hà 13. Đón Tết Xa Quê (Hồng Phượng) - NSƯT Phương Hồng Thủy, NSƯT Phượng Loan 14. Về Lại Cội Nguồn (Tiến Luân) - Quang Linh, Mỹ Lệ 15. Khúc Xuân (Võ Thiện Thanh) - Thanh Thảo, Dương Triệu Vũ 16. Video clip: Nghệ sĩ chúc Tết 17. Bay Cùng Xuân (Phương Uyên, Thiều Bảo Trang) - Thiều Bảo Trang, Thiều Bảo Trâm 18. LK Thiên Duyên Tiền Định: Em Đi Chùa Hương (Trung Đức, Nguyễn Nhược Pháp), Thiên Duyên Tiền Định (Lê Kim Khánh) - Yến Trang, Đại Nghĩa 19. Xuân Đẹp Làm Sao (Thanh Sơn) - Cẩm Ly, Thiện Nhân 20. Mùa Xuân Trở Về (Võ Thiện Thanh) - Sơn Ngọc Minh, Hari Won 21. Hài kịch: Ba Bà Tiên - Phi Phụng, Trấn Thành, Thu Trang 22. Xuân Về Trên Môi Em (Huỳnh Nhật Tân) - Minh Hằng 23. Mùa Xuân Cưới Em (Mặc Thế Nhân) - Nam Cường, Vân Trang 24. LK Bên Em Mùa Xuân (Hoài An), Xuân Bên Em (Lương Ngọc Châu) - Đông Nhi, Ông Cao Thắng, Ngô Kiến Huy, Khổng Tú Quỳnh 25. Xuân Họp Mặt (Văn Phụng) - Đàm Vĩnh Hưng 26. Chào Xuân (Nguyễn Hồng Thuận) - Minh Thư, Khánh Ngọc, Lê Trung Cương, Minh Trung 27. Video clip: Khám phá hậu trường 28. MV: Xuân Hạnh Phúc - Hồ Ngọc Hà, Thanh Hằng, Hoàng Anh 29. MV: Mùa Xuân Trở Về - Sơn Ngọc Minh, Hari Won 30. MV: Mùa Đẹp Nhất - Hồ Ngọc Hà |
| 6  | Câu Chuyện Tình Tôi           | 2015          | 1. Phần mở đầu 2. Câu Chuyện Tình Tôi (Kim Tuấn) - Thanh Ngọc, Quốc Thiên, Giang Hồng Ngọc, Bùi Anh Tuấn 3. Yêu Và Được Yêu (Hoài An) - Ngô Kiến Huy, Ninh Dương Lan Ngọc 4. Dòng Sông Và Nỗi Nhớ (Hàn Châu) - Cẩm Ly 5. LK Phố Xa (Lê Quốc Thắng), Góc Phố Dịu Dàng (Trần Minh Phi) - Bạch Công Khanh, Miko Lan Trinh, Cao Mỹ Kim, Bùi Anh Tú 6. Nhạc cảnh Tình Vẫn Còn Đây: Sông Quê (Đinh Trầm Ca), Yêu Em Dài Lâu (Đức Huy) - NSƯT Thanh Ngân, Nguyên Vũ 7. Lời Thề (Lương Bằng Quang) - Thu Thủy, Lương Bằng Quang 8. Bài Ca Tình Yêu (Thành Vương) - Tú Vi 9. LK Tình Nồng: Ánh Trăng Lẻ Loi (LV: Kỳ Anh), Tình Nồng (LV: Khúc Lan), Nửa Trái Tim (LV: Minh Tâm) - Yến Trang, Yến Nhi, The Men 10. Đêm Cô Đơn (Trung Kiên) - Bảo Thy, Bùi Anh Tuấn 11. LK Cà Phê Một Mình (Ngọc Lễ), Cà Phê Đắng Và Mưa (Nguyễn Văn Chung) - Thanh Ngọc, Quốc Thiên 12. Lời Tỏ Tình (Châu Đăng Khoa) - Sơn Ngọc Minh, Hari Won 13. Thủy Tinh (Hoàng Gia, Hùng Lân, Hoàng Anh) - Hà Anh Tuấn 14. Chơi Vơi (Phương Uyên, Thiều Bảo Trang) - Hồ Ngọc Hà 15. Nụ Hôn Cuối Cùng (Nguyễn Quang) - Hồ Quỳnh Hương 16. LK Những Chuyện Tình Buồn: Hàn Mặc Tử (Trần Thiện Thanh), Chuyện Tình Lan Và Điệp (Mạc Phong Linh, Mai Thiết Lĩnh), Đồi Thông Hai Mộ (Hồng Vân) - Uyên Trang, Lê Phương, Kim Cương 17. Tình Yêu Thần Thoại (LV: Nguyễn Ngọc Thiện) - Đan Trường & Hương Tràm 18. Hold Me Tonight (Đỗ Hiếu) - Noo Phước Thịnh 19. LK Tình Xa (Trịnh Công Sơn), Một Mình (Lam Phương) - Giang Hồng Ngọc, Nhóm Ayor 20. LK Cô Đơn (Ái Phương), Khi Người Lớn Cô Đơn (Phạm Hồng Phước) - Ái Phương, Phạm Hồng Phước 21. Hài kịch: Cuộc Tình Bất Thình Lình (Huỳnh Lập) - Cát Phượng, Trấn Thành, Lê Dương Bảo Lâm 22. Tình Tuyệt Vọng (Thái Thịnh) - Hoàng Kỳ Nam, Huỳnh Phan Trọng Quỳnh 23. Ta Là Của Nhau (Đỗ Hiếu) - Đông Nhi, Ông Cao Thắng 24. LK Ngôi Nhà Hạnh Phúc, Chỉ Cần Anh Thôi (Thủy Tiên) - Thủy Tiên 25. LK Tình Yêu Tôi Hát: Mãi Mãi Bên Nhau (Đỗ Hiếu), Mãi Mãi Về Sau (Dương Khắc Linh), Yêu Là Yêu (Châu Đăng Khoa), Chú Rể (Nguyễn Hồng Thuận), Tình Yêu (Phương Uyên) - Nguyễn Hồng Thuận, Dương Khắc Linh, Đỗ Hiếu, Châu Đăng Khoa 26. Video clip: Khám phá hậu trường |
| 7  | Tết Trong Tâm Hồn             | 2016          | 1. Phần mở đầu 2. Đón Tết Quê Hương (Châu Đăng Khoa, Trần Trung Thành) - Minh Thư, Yến Trang, Thu Thủy, Thanh Ngọc, Ái Phương, Bảo Thy, Giang Hồng Ngọc, Tiêu Châu Như Quỳnh 3. Khúc Giao Mùa (Huy Tuấn) - Trung Quân, Bảo Anh 4. Vui Như Tết (Châu Đăng Khoa) - Thu Minh, Hà Lê 5. Khúc Xuân Yêu Đời (Mạnh Quân) - Thanh Ngọc, Chí Thiện 6. Mùa Cây Trổ Lá (Đỗ Bảo) - Tiêu Châu Như Quỳnh, Vũ Thảo My, Hòa Minzy 7. Cánh Thiệp Đầu Xuân (Lê Dinh, Minh Kỳ) - Cẩm Ly 8. Xuân Quê Tôi (Đức Trí) - Quang Dũng, Bùi Anh Tuấn 9. Tết Ơi Là Tết (Nhất Trung) - Sơn Ngọc Minh, Diệu Nhi 10. Tết Xuân (Hồ Hoài Anh) - Dương Triệu Vũ, Văn Mai Hương 11. Những Ngày Xuân Rực Rỡ (Châu Đăng Khoa) - Noo Phước Thịnh 12. Việt Nam Quê Hương Ngày Tết (Tiến Luân) - Nhóm Phù Sa, Nhóm FM 13. LK Câu Chuyện Đầu Năm (Hoài An), Đón Xuân Này Nhớ Xuân Xưa (Châu Kỳ) - Phương Thanh, Thanh Thảo 14. LK Xuân Tây Bắc: Inh Lả Ơi, Tình Yêu Màu Nắng (Phạm Thanh Hà) - Yến Trang, Yến Nhi 15. LK Bên Em Mùa Xuân (Hoài An), Nụ Hôn Mùa Xuân (Quốc Dũng) - Ngô Kiến Huy, Khổng Tú Quỳnh 16. Video clip: Nghệ sĩ chúc Tết 17. Video clip: Khoảnh khắc ngày Tết 18. Sớm Nay Mùa Xuân (Châu Đăng Khoa) - Đông Nhi, Ông Cao Thắng 19. Ước Mơ (Hồng Kiên) - Lam Trường, Bảo Thy 20. Phút Giây Giao Thừa (Hoài An) - Ưng Hoàng Phúc, Thu Thủy 21. Nhạc cảnh: Xuân Tha Phương: - NSƯT Út Bạch Lan, Giang Hồng Ngọc 22. Xuân Muộn (Đức Trí) - Quang Linh, Uyên Linh 23. Nhạc cảnh: Lý Con Khỉ - Chúc Tết Bính Thân - NSƯT Thanh Ngân, Nguyên Vũ 24. Thì Thầm Mùa Xuân (Ngọc Châu) - Minh Thư, Ái Phương 25. Hài kịch: Xuân Cảm Xúc (Trấn Thành, Huỳnh Lộc) - Trấn Thành, Ngân Quỳnh, Duy Khánh, BB Trần, Băng Di, Huỳnh Mến, Lê Lộc 26. Đón Xuân (Phạm Đình Chương) - Đàm Vĩnh Hưng 27. Mùa Xuân Yêu Thương (LV: Hồ Ngọc Hà) - Hồ Ngọc Hà 28. LK Tết Trong Tâm Hồn (Hoàng Tôn), Tết Nguyên Đán (Phương Uyên) - Băng Di, Cao Mỹ Kim, Khánh Tiên, Bảo Quyên, Bùi Anh Tú, Bạch Công Khanh, Hoàng Kì Nam, Huỳnh Phan Trọng Quỳnh 29. Video clip: Khám phá hậu trường |
| 8  | Duyên Phận Cuộc Đời           | 2016          | 1. Phần mở đầu 2. Con Thuyền Đời (Nguyễn Hồng Thuận) - Bảo Thy, Bảo Anh, Bùi Anh Tuấn, Quốc Thiên 3. Em Đi Trên Cỏ Non (Bắc Sơn) - Cẩm Ly 4. Nơi Ấy Con Tìm Về (Phan Mạnh Quỳnh) - Hồ Quang Hiếu, Chi Dân 5. Định Mệnh Anh Và Em (Nguyễn Hồng Thuận) - Tú Vi, Văn Anh 6. Phía Cuối Con Đường (Hoàng Anh Minh) - Trấn Thành, Hari Won 7. Như Phút Ban Đầu (Đỗ Hiếu) - Noo Phước Thịnh 8. Thời Thanh Xuân Sẽ Qua (Phạm Hồng Phước) - Văn Mai Hương, Phạm Hồng Phước 9. Yêu Nhau Dài Lâu (Nguyễn Phúc Thiện) - Bảo Thy, Only C 10. Rồi Ánh Trăng Tan (Quốc Bảo) - Yến Trang, Hồ Vĩnh Khoa 11. Nhạc cảnh: Duyện Nợ Cuộc Đời: Đừng Nói Xa Nhau (Châu Kỳ, Hồ Đình Phương), Tình Chỉ Đẹp (Thủy Tiên), Tình Yêu Trả Lại Trăng Sao (Lê Dinh) - NSƯT Kim Xuân, Thanh Hằng, Nguyên Vũ, Phi Nhung, NSƯT Quế Trân 12. Trách Ai Bây Giờ (Đỗ Hiếu) - Đông Nhi, Đỗ Hiếu 13. Lựa Chọn Trong Tim (Hoài An) - Hồ Trung Dũng, Vy Oanh 14. Yêu Một Người Vô Tâm (Mr.Siro) - Bảo Anh 15. LK Nửa Hồn Thương Đau (Phạm Đình Chương), Chờ Người (Lam Phương) - Quang Dũng, Ái Phương 16. Mỗi Ngày Tôi Chọn Một Niềm Vui (Trịnh Công Sơn) - Quốc Thiên, Tiêu Châu Như Quỳnh 17. Mồ Côi (Minh Khang) - Chí Thiện, Ruby Bảo An, Gia Bảo 18. Nhạc cảnh: Con Gái Của Mẹ (Giao Tiên, Hoàng Song Việt) - NSƯT Tú Sương, Thanh Ngọc 19. LK Duyên Phận (Thái Thịnh), Bông Điên Điển (Hà Phương) - Thu Hằng, Cao Công Nghĩa, Lâm Ngọc Hoa 20. Tháng Tư Là Lời Nói Dối Của Em (Phạm Toàn Thắng) - Hà Anh Tuấn 21. Chạy Theo Lý Trí (Vương Anh Tú) - Hồ Ngọc Hà 22. Cuộc Tình Lầm Lỗi (Thái Thịnh) - Đàm Vĩnh Hưng 23. Hài kịch: Người Thế Vai (Trấn Thành) - Trấn Thành, Lê Giang, Tấn Hoàng, Anh Đức, Kim Thư 24. Nước Ngoài (Phan Mạnh Quỳnh) - Phan Mạnh Quỳnh, Bùi Anh Tuấn 25. Về Với Cát Bụi (Minh Kỳ) - Quế Vân, Nam Em 26. Thắp Lên Điều Kì Diệu (Nguyễn Đức Cường) - Nhóm Mây Trắng, Nhóm Mắt Ngọc 27. Video clip: Khám phá hậu trường |
| 9  | Chúc Tết Mọi Nhà              | 2017          | 1. Phần mở đầu 2. Chúc Tết Mọi Nhà (Châu Đăng Khoa) - Hồ Ngọc Hà, Noo Phước Thịnh, Nhóm Pinkids 3. Lắng Nghe Mùa Xuân Về (Dương Thụ) - Hồ Quang Hiếu, Hương Tràm 4. Đoản Ca Xuân (Thanh Sơn) - Uyên Trang, Minh Thư 5. Đón Xuân Tuyệt Vời (Triple D) - Hoàng Thùy Linh, Chi Pu 6. Hạnh Phúc Đầu Xuân (Minh Kỳ) - Cẩm Ly 7. Đón Xuân (Phạm Đình Chương) - Chí Thiện, Kỳ Duyên, Gia Bảo, Bảo An 8. Lúng La Lúng Liếng Xuân (Vũ Quốc Việt) - Ái Phương, Phương Trinh Jolie, Kiều Diễm 9. Ấm Áp Yêu Thương (Hồ Hoài Anh) - Khổng Tú Quỳnh, Cao Mỹ Kim, Băng Di, Hoàng Kỳ Nam, Bùi Anh Tú, Nguyễn Duy 10. Mùa Xuân Hát (An Hiếu) - Hồ Quỳnh Hương 11. Mùa Xuân Xôn Xao (Hàn Châu) - Nguyễn Phi Hùng, Vy Oanh 12. LK Xuân Trên Đất Khách (Quốc Dũng), Trở Về Quê Hương (Trần Trung Thành, Lâm Hữu Tăng) - NSƯT Thanh Nguyệt, Thanh Ngọc, Giang Hồng Ngọc 13. Đường Về Quê (Huỳnh Hiền Năng) - Bùi Anh Tuấn, Phạm Hồng Phước 14. Tết Xuân (Hồ Hoài Anh) - Đông Nhi, Nhật Minh 15. Video clip: Khám phá hậu trường 16. Mùa Xuân Chúc Nhau (Tiến Luân) - Nhóm Phù Sa, Nhóm Lotus 17. Tâm Sự Ngày Xuân (Hoài An) - Đàm Vĩnh Hưng 18. Gửi Chút Tình Xuân (Lương Bằng Quang) - Quang Vinh, Bảo Thy 19. Nàng Xuân (Minh Châu) - Ngô Kiến Huy, Only C, Lou Hoàng 20. Con Gà Trống (Nguyễn Hồng Thuận) - NSƯT Thanh Ngân, Nguyên Vũ 21. Hoa Cỏ Mùa Xuân (Bảo Chấn) - Bảo Anh, Trà My Idol 22. Hài kịch: Chuyện Tình Đêm Giao Thừa (Trấn Thành, La Thành) - Trấn Thành, Diệu Nhi, Anh Đức, Hồng Thanh, Dương Thanh Vàng, Minh Dự, Duy Phước 23. Anh Mang Theo Mùa Xuân (Phúc Bồ) - Văn Mai Hương, Nhóm Monstar 24. LK Chúc Xuân (Đinh Trung Chính), Mùa Xuân Ơi (Nguyễn Ngọc Thiện) - Hoàng Oanh, Chế Nguyễn Quỳnh Châu, Chúng Huyền Thanh, Khánh Ngân, Minh Trung, Anh Quân, Trần Trung, Jay Quân 25. Phim ngắn: Chuyến Xe Sum Vầy (Kịch bản: Khả Như, Hoàng Khôi, Đạo diễn: Đinh Hà Uyên Thư) - Thanh Hằng, Long Nhật, Nguyên Vũ, Hồ Ngọc Hà, Hari Won, Phở Đặc Biệt, Khả Như, BB Trần, Lê Dương Bảo Lâm 26. MV: Tết Của Mẹ - Noo Phước Thịnh |
| 10 | Những Ngày Khi Ta Còn Trẻ     | 2017          | 1. Phần mở đầu 2. Thanh Xuân Của Chúng Ta (Châu Đăng Khoa) - Bảo Anh, Bùi Anh Tuấn, Karik, Nhóm Monstar, Nhóm Lime 3. LK Tình Khúc Vàng (Lê Quang), Một Thời Thanh Xuân (Hoài An) - Đan Trường 4. Thanh Xuân (Đào Bá Lộc) - Đào Bá Lộc, Jang Mi 5. Sống Trẻ Từng Giây (Huỳnh Hiền Năng) - Đông Nhi, Anh Tú, Han Sara, Huyền Dung, Giáng My 6. LK Tuổi Học Trò (Minh Kỳ, Dạ Cầm), Thương Ca Mùa Hạ (Bảo Thu, Thanh Sơn) - Uyên Trang, Vân Trang, Kim Cương 7. Chờ Nhau Nhé (Đông Âu) - Erik, Suni Hạ Linh 8. Cả Một Trời Thương Nhớ (Nguyễn Minh Cường) - Hồ Ngọc Hà 9. Em À (Phạm Toàn Thắng) - Hà Anh Tuấn 10. Con Đường Mang Tên Em (Trúc Phương) - Cẩm Ly 11. Ô Kìa Đời Bỗng Dưng Vui (Hoàng Thi Thơ) - Khả Như, Huỳnh Lập, Lê Dương Bảo Lâm, Hải Triều, BB Trần 12. LK Yêu Là Tha Thứ (Nguyễn Phúc Thiện, Nguyên Jenda), Đếm Ngày Xa Em (Only C) - Only C, Lou Hoàng 13. LK Về Đi Em (Trần Tiến), Khúc Hát Sông Quê (Nguyễn Trọng Tạo, Lê Huy Mậu) - Võ Hạ Trâm, Ali Hoàng Dương 14. Party (Châu Đăng Khoa) - Lilly Nguyễn, Đàm Phương Linh, Hồ Bích Trâm, Tùng Anh, Yoon Trần 15. LK Chỉ Còn Những Mùa Nhớ (Minh Min), Chỉ Còn Mùa Quên (Nguyễn Hồng Thuận) - Hồ Ngọc Hà, Trấn Thành 16. Chia Tay Trong Mưa (Aitai) - Bùi Anh Tuấn, Hương Tràm 17. Mai Này (Ái Phương) - Ái Phương, Trung Quân 18. LK Xa Rồi Tuổi Thơ (Ngọc Lễ), Còn Tuổi Nào Cho Em (Trịnh Công Sơn) - Phương Thanh, Ngọc Linh 19. Nhạc cảnh: Tình Cờ Gặp Nhau (Trần Quang Lộc) - Phi Nhung, Nguyên Vũ 20. Hài kịch: Nếu Như Có Thể (Trấn Thành) - Cát Phượng, Trấn Thành, Anh Đức, Diệu Nhi, Hải Triều, BB Trần 21. Lại Gần Bên Em (LV: Phạm Duy) - Yến Trang, Yến Nhi 22. Chạm Khẽ Tim Anh Một Chút Thôi (Tăng Nhật Tuệ) - Noo Phước Thịnh 23. Anh Tin Mình Đã Cho Nhau Một Kỷ Niệm (Lương Bằng Quang) - Ngô Kiến Huy, Miu Lê 24. Cảm Ơn Một Niềm Đau (Nguyễn Minh Anh) - Đàm Vĩnh Hưng 25. LK Thanh Xuân Đừng Ngại Ngùng (Khắc Hưng) - Suni Hạ Linh, Erik, Nhóm P336 26. MV: Thanh Xuân Của Chúng Ta (Châu Đăng Khoa) - Bảo Anh, Bùi Anh Tuấn 27. MV: Vị Quê Nhà (Only C) - Noo Phước Thịnh, Lou Hoàng 28. Video clip: Khám phá hậu trường |
| 11 | Về Nhà Đón Tết                | 2018          | 1. Phần mở đầu 2. Mùa Hoa Trở Lại (Vũ Minh Tâm) - Giang Hồng Ngọc, Hòa Minzy, Tiêu Châu Như Quỳnh, Vũ Thảo My 3. Xuân Về Khắp Nơi (Vũ Quốc Bình) - Gin Tuấn Kiệt, Han Sara 4. Khúc Giao Mùa (Huy Tuấn) - Soobin Hoàng Sơn, Min 5. LK Câu Chuyện Đầu Năm (Hoài An), Cánh Thiệp Đầu Xuân (Lê Dinh, Minh Kỳ) - Hòa Minzy, Đức Phúc, Erik 6. Đón Mùa Xuân Về (Châu Đăng Khoa) - Bảo Anh, Phúc Bồ 7. Đi Bên Em Mùa Xuân (Lê Quang) - Chí Thiện, Vy Oanh 8. Tết Đến Thật Rồi (Huỳnh Hiền Năng) - Nhóm Uni5 9. Chào Xuân Mới (Hải Âu) - Hồ Ngọc Hà 10. Tết Này Con Sẽ Về (Nguyễn Hồng Thuận) - Khả Như, Puka, Huỳnh Lập, Lê Dương Bảo Lâm 11. Nắng Ấm Mùa Xuân - Nhóm Phù Sa, Minh Luân, Bá Thắng, Bảo Sơn 12. Đón Xuân Nơi Xa (Châu Đăng Khoa) - Đông Nhi 13. Nhớ Anh Mấy Mùa (Minh Vy) - Đan Trường, Cẩm Ly 14. Video clip: Khám phá hậu trường 15. Nếu Xuân Này Vắng Anh (Bảo Thu) - Cẩm Ly 16. Phút Giao Thừa Lặng Lẽ (Huy Tuấn) - Bùi Anh Tuấn, Văn Mai Hương 17. Mừng Tuổi Mẹ (Trần Long Ẩn) - Thanh Ngọc, Giang Hồng Ngọc 18. Người Tình Ơi! Mơ Gì! (Tường Văn) - Ngô Kiến Huy, Diệu Nhi 19. Đi Để Trở Về (Tiên Cookie) - Ái Phương, Bảo Thy 20. Around The World (Châu Đăng Khoa) - Noo Phước Thịnh 21. Hài kịch: Gánh Hát Đầu Xuân (Trấn Thành) - Trấn Thành, Lê Giang, BB Trần, Hải Triều 22. LK Gái Xuân (Từ Vũ, Nguyễn Bính), Chiều Xuân (Ngọc Châu) - Thu Minh 23. LK Đón Tết, Xuân Ca (Nguyễn Ngọc Thiện) - Sơn Ngọc Minh, Hoàng Kỳ Nam, Minh Trung, Huỳnh Phan Trọng Quỳnh, Đỗ Phú Quí, Fame Chí Thành, Nam Hee, Trương Quốc Bảo 24. Phim ngắn: Tết Của Tài (Kịch bản: Khả Như, Đạo diễn: Đinh Hà Uyên Thư) - Cát Phượng, Long Nhật, Ngô Kiến Huy, Puka, Lê Dương Bảo Lâm, BB Trần, Quang Trung, Trà Ngọc và một số diễn viên khác |
| 12 | Nợ Ai Đó Lời Xin Lỗi          | 2018          | 1. Phần mở đầu 2. LK Top Hits Nợ Ai Đó Lời Xin Lỗi: Em Không Quay Về (Hoàng Tôn), Đừng Xin Lỗi Nữa (Kim Sung Kyoon, Tăng Nhật Tuệ), Nơi Tình Yêu Trở Lại (Tiến Minh), Chưa Bao Giờ (Tiên Tiên) - Trung Quân Idol, Bùi Anh Tuấn, Hoàng Tôn, Erik 3. Vẫn Nợ Cuộc Đời (Nguyễn Nhất Huy) - Thanh Ngọc, Võ Hạ Trâm 4. Lời Chưa Nói (Trịnh Thăng Bình) - Ngô Kiến Huy, Jang Mi 5. LK Rồi Người Thương Cũng Hóa Người Dưng (RIN9), Sao Em Nỡ (Dương Khắc Linh, Trang Pháp) - Hiền Hồ, Jaykii 6. Đừng Quên Tên Anh (Đạt G) - Hoa Vinh, Đạt G 7. Giá Như Mình Đã Bao Dung (Nguyễn Hồng Thuận) - Hồ Ngọc Hà 8. LK Lỗi Ở Yêu Thương (Ái Phương), Xin Lỗi Anh (Hoài An) - Thanh Duy, Ái Phương 9. Như Lời Đồn (Khắc Hưng) - Bảo Anh 10. LK Cỏ Úa (Lam Phương), Anh Còn Nợ Em (Anh Bằng) - Bùi Anh Tuấn, Văn Mai Hương 11. Tháng Năm Bên Nhau (Vũ Cát Tường) - Hồ Quỳnh Hương 12. Tình Yêu Cần Có Hai Người (Minh Thư) - Lam Trường, Minh Thư 13. Đến Với Nhau Là Sai (Đỗ Hiếu) - Noo Phước Thịnh 14. LK Nợ Ai Đó Cả Thế Giới (Hamlet Trương), Tất Cả Sẽ Thay Em (Quang Huy) - Phạm Quỳnh Anh, Hamlet Trương 15. Sầu Lẻ Bóng (Anh Bằng) - Cẩm Ly 16. Hài kịch: Lọ Lem Trở Lại (Trấn Thành, BB Trần) - Lê Giang, Trấn Thành, Anh Đức, Hải Triều, BB Trần 17. Let's Talk About Love (Châu Đăng Khoa) - Văn Mai Hương, Key 18. Nói Em Nghe Mãi Mãi Là Bao Xa (Hamlet Trương) - Thủy Tiên 19. Cùng Nhau Thức Dậy Khi Bình Minh (Phúc Bồ) - Gin Tuấn Kiệt, Han Sara 20. Anh Sẽ Là Người Ra Đi - Bùi Anh Tuấn 21. LK Người Lạ Ơi (Châu Đăng Khoa), Buông (Vũ Ngọc Bích), Sợ (Châu Đăng Khoa) - Orange, Vũ Thảo My 22. Mình Chia Tay Đi (Shin Huyn Woo, Krazy Park, Trang Pháp) - Erik 23. Em Muốn Anh Đưa Em Về (Đỗ Hiếu) - Hồ Ngọc Hà 24. Cho Những Điều Đã Qua (Châu Đăng Khoa) - Nhóm Monstar, Liz Kim Cương, Ivone, Jang Mi 25. Video clip: Nghệ sĩ & Nợ Ai Đó Điều Xin Lỗi |
| 13 | Vui Như Tết                   | 2019          | 1. Phần mở đầu 2. Vui Như Tết (Châu Đăng Khoa) - Hiền Hồ, Jang Mi, Han Sara, Osad 3. Tết Tuyệt Vời (Huỳnh Hiền Năng) - Nhóm Uni5 4. Câu Chúc Tân Xuân (Minh Vy) - Cẩm Ly 5. Đón Xuân Này Nhớ Xuân Xưa (Châu Kỳ) - Bùi Anh Tuấn, Ái Phương 6. Xóm Nhỏ Đón Tết (Nguyễn Hồng Thuận) - Ngô Kiến Huy, Khả Như 7. Bài Ca Mùa Xuân (Phạm Hoàn Long) - Đan Trường 8. LK Trai Tài Gái Sắc (Mã Thu Giang), Ngày Xuân Vui Cưới (Quốc Anh) - Thanh Duy, Nhóm Lime 9. Hài kịch: Ước Nguyện Đêm Giao Thừa (Huỳnh Lập) - Huỳnh Lập, Lê Dương Bảo Lâm, Lâm Vỹ Dạ, Quang Trung, Nhóm Tía Lia 10. Phút Giây Gần Kề (Huỳnh Quốc Huy) - Noo Phước Thịnh 11. Khúc Giao Mùa (Huy Tuấn) - Erik, Han Sara 12. LK Ước Nguyện Đầu Xuân (Hoàng Trang), Tình Duyên Đầu Năm (Quốc Bảo) - Hòa Hiệp, Ốc Thanh Vân 13. Ngày Mùa Xuân Vừa Ghé (Châu Đăng Khoa) - Thu Minh, Ali Hoàng Dương 14. Mùa Xuân Đầu Tiên (Tuấn Khanh) - Trung Quang, Thu Hằng 15. Tết Là Nhất (Yanbi, Bảo Kun, T-Akayz) - Yến Lê, Yanbi, Bảo Kun, T-Akayz 16. Hạnh Phúc Là Đây (Phạm Thanh Hà) - Hồ Ngọc Hà 17. Hài kịch: Bất Ngờ Ngày Xuân (Trấn Thành, BB Trần) - NSND Ngọc Giàu, Trấn Thành, Lê Giang, BB Trần, Hải Triều 18. Mùa Xuân Trở Về (Võ Thiện Thanh) - Suni Hạ Linh, Nhóm Monstar 19. Xuân (Nguyễn Minh Cường) - Bảo Anh, Minh Chiến, Phương Vy, Minh Văn, Anh Khôi 20. Video clip: Vui xuân đón Tết cùng nghệ sĩ |
| 14 | Tết 2020                      | 2020          | 1. Phần mở đầu 2. Tết Đón Xuân Về (Châu Đăng Khoa, lời rap: Xesi) - Han Sara, Amee, Xesi 3. Lời mở đầu - Trấn Thành, Hồ Ngọc Hà 4. MC BB Trần & Hải Triều 5. Câu Chúc Đầu Xuân (Lời: Lâm Hữu Tặng) - NSƯT Thoại Mỹ, Phương Mỹ Chi 6. Giao lưu với NSƯT Thoại Mỹ, Phương Mỹ Chi 7. Tết Miền Tây (Cao Minh Thu) - Khả Như, Puka, Huỳnh Lập, Duy Khánh 8. Giao lưu với các nghệ sĩ Khả Như, Puka, Huỳnh Lập, Duy Khánh 9. Giai Điệu Mùa Xuân (Trần Nghiệp Hoàng, Võ Quốc Trụ) - Ưng Hoàng Phúc, Thu Thủy 10. Giao lưu với ca sĩ Ưng Hoàng Phúc, Thu Thủy 11. Lắng Nghe Mùa Xuân Về (Dương Thụ, lời rap: Đạt G) - Đạt G, Du Uyên 12. Giao lưu với ca nhạc sĩ Bùi Công Nam 13. Năm Qua Đã Làm Gì (Bùi Công Nam) - Noo Phước Thịnh 14. LK Hoa Cỏ Mùa Xuân (Bảo Chấn), Thì Thầm Mùa Xuân (Ngọc Châu) - Thu Minh, BB Trần, Hải Triều 15. Tâm Sự Ngày Xuân (Hoài An) - Hòa Minzy 16. Giao lưu với nhạc sĩ Huỳnh Hiền Năng 17. Công Chúa Xuân (Huỳnh Hiền Năng) - Han Sara, Seachains 18. Ai Lên Xứ Hoa Đào (Hoàng Nguyên) - Cẩm Ly 19. Love (Nguyễn Minh Cường) - Đông Nhi, Ông Cao Thắng 20. Giao lưu với ca sĩ Đông Nhi, Ông Cao Thắng 21. Yêu Không Đường Lui (Huỳnh Quốc Huy) - Ngô Kiến Huy, Sam 22. Giao lưu với ca sĩ Ngô Kiến Huy, Sam 23. Hài kịch: Bao Giờ Con Lấy Chồng (Quốc Khánh, Trấn Thành) - Trấn Thành, Lê Giang, Lâm Vỹ Dạ, Anh Đức, Quốc Khánh 24. Giao lưu với ca sĩ Bảo Anh, BB Trần 25. Giao lưu với nhạc sĩ Hùng Quân 26. Tết Này Vẫn Ế (Hùng Quân) - Bảo Anh, BB Trần 27. Ước Nguyện Đầu Xuân (Hoàng Trang) - Thu Hằng, Như Ý 28. Xuân Bên Em (LV: Thanh Hưng) - Đàm Vĩnh Hưng 29. Về Quê Ăn Tết (Ngô Duy Thanh) - Nhóm Phù Sa, Nhóm FM 30. Giao lưu với nhạc sĩ Nguyễn Minh Cường 31. Điều Ước Của Mùa Xuân (Nguyễn Minh Cường) - Hồ Ngọc Hà 32. Giao lưu với nhạc sĩ Châu Đăng Khoa 33. Lời kết - Trấn Thành, Hồ Ngọc Hà, BB Trần, Hải Triều 34. Sớm Nay Mùa Xuân (Châu Đăng Khoa) - Gin Tuấn Kiệt, Suni Hạ Linh, P336 |
| 15 | Năm Mới Bình An               | 2021          | 1. Phần mở đầu 2. Sự Tích Mùa Xuân (Dương Trường Giang, lời rap: ICD) - Bùi Anh Tuấn, ICD, Nhóm Thiếu Niên Nhi Đồng 3. Lời mở đầu - Trấn Thành, Hồ Ngọc Hà, Khả Như, Duy Khánh 4. LK Xuân Hy Vọng: Tâm Sự Nàng Xuân (Hoài An), Câu Chuyện Đầu Năm (Hoài An), Xuân Họp Mặt (Văn Phụng) - Đàm Vĩnh Hưng 5. Có Bao Nhiêu Chơi Bấy Nhiêu (Liêu Hưng, La Jin, lời rap: Tùng Maru) - Han Sara, Tùng Maru 6. Xuân Tha Hương (Lâm Hùng) - Cát Phượng, Lâm Vỹ Dạ 7. Giao lưu với nghệ sĩ Cát Phượng, Lâm Vỹ Dạ 8. Tết Nhà Mình (Huỳnh Hiền Năng, lời rap: Lăng LD) - Hòa Minzy, Lăng LD 9. Giao lưu với ca sĩ Cẩm Ly 10. Tết Quê Mình (Minh Vy) - Cẩm Ly 11. Quẳng Gánh Lo Đi Mà Ăn Tết (Châu Đăng Khoa, Red, Sofia) - Hồ Ngọc Hà 12. Giao lưu với nhạc sĩ Châu Đăng Khoa 13. Tết Đón Xuân Về (Châu Đăng Khoa) - Nhóm SGO48, Nhóm X2X 14. Hài kịch: Sợ Tết Không? (Huỳnh Lập, Hoàng Khôi) - NSND Hồng Vân, Lâm Vỹ Dạ, Khả Như, Huỳnh Lập, Lê Dương Bảo Lâm, Hoàng Khôi, Kim Đào 15. Sắc Màu Quê Hương (Hoài An) - Ưng Hoàng Phúc, Kim Cương 16. Khúc Hát Thanh Xuân (LV: Phạm Duy) - Trần Thu Hà 17. Giao lưu với ca sĩ Trần Thu Hà 18. Xuân Mang Tết Đến (Huỳnh Hiền Năng) - Bảo Anh 19. LK Xuân Hạ Thu Đông Rồi Lại Xuân: Xuân Hạ Thu Đông Rồi Lại Xuân (Châu Đăng Khoa), Nhắm Mắt Thấy Mùa Hè (Hồ Tiến Đạt), Một Ngày Mùa Thu (Thái Đinh), Và Mùa Đông Sang (Châu Đăng Khoa) - Tăng Phúc, Phạm Đình Thái Ngân, Hà Nhi, Yến Tatoo 20. Giao lưu với ca sĩ Đàm Vĩnh Hưng, Vũ Hà 21. Không Lạ Đâu Em (Ngọc Sơn) - Đàm Vĩnh Hưng, Vũ Hà 22. Dẹp Chuyện Buồn Một Bên (Đạt G, lời rap: Lăng LD) - Đạt G, Lăng LD 23. 72 Phép Thần Thông (Rin 9, lời rap: Yuno Bigboi) - Ngô Kiến Huy, Yuno Bigboi 24. Đừng Gây Thương Nhớ (Bùi Công Nam) - Gin Tuấn Kiệt, Puka, Duy Khánh 25. Giao lưu với ca sĩ Gin Tuấn Kiệt, Puka, Duy Khánh 26. Anh Luôn Là Lý Do (Nguyễn Phúc Thiện) - Erik 27. Thiên Đàng (Wowy) - Wowy, JoliPoli 28. Giao lưu với ca sĩ Wowy, JoliPoli 29. LK Không Đủ Để Ở Lại: Trời Giấu Trời Mang Đi (ViruSs), Bông Hoa Đẹp Nhất (Vũ Hà Anh, Phan Viết Tính, Nguyễn Văn Trung), Nàng Thơ (Hoàng Dũng), Gặp Nhưng Không Ở Lại (Vương Anh Tú) - Trấn Thành, Ali Hoàng Dương 30. Lời kết - Trấn Thành, Hồ Ngọc Hà 31. Năm Mới Bình An (Addy Trần, ICD, Lona, Tuimi, Nhật Hoàng) - ICD, Lona, Tuimi, Nhật Hoàng |
| 16 | Xuân Về Gieo Hy Vọng          | 2022          | 1. Phần mở đầu 2. Một Năm Đã Qua (Châu Đăng Khoa) - Văn Mai Hương, GiGi Hương Giang, Trương Thảo Nhi, Bảo Yến Rosie, Sofia 3. Lời mở đầu - Trấn Thành, Hồ Ngọc Hà 4. Giao lưu với nhạc sĩ Châu Đăng Khoa 5. Xuân Hy Vọng (K-ICM) - K-ICM, RYO 6. Mộng Chiều Xuân (Ngọc Bích) - Bảo Anh 7. MC Khả Như, Duy Khánh 8. Đón Thần Tài Đến (Nguyễn Hồng Thuận) - Võ Đăng Khoa, Phát La, Võ Tấn Phát 9. Giao lưu với nhạc sĩ Nguyễn Hồng Thuận, diễn viên Võ Đăng Khoa, Phát La, Võ Tấn Phát 10. Nhớ Cố Hương (Thanh Sơn) - Cẩm Ly 11. Giao lưu với ca sĩ Hòa Minzy 12. Giao lưu với biên đạo Quang Đăng, Việt Mỹ, Đức Anh 13. Tết Xa Hóa Gần (Mew Amazing) - Hòa Minzy 14. Mẹ Ơi! Tết Vạn Dặm Xa (Tăng Nhật Tuệ, Alan) - Bùi Anh Tuấn 15. Giao lưu với ca sĩ Bùi Anh Tuấn 16. Giao lưu với nhạc sĩ Liêu Hưng, La Jin 17. Tết Đến Rồi Vui Thôi (La Jin, Liêu Hưng) - Nhóm Uni5 18. Giao lưu nhạc sĩ Hamlet Trương 19. Tiếng Hát Giữa Khu Vườn (Hamlet Trương) - Đông Nhi, Ông Cao Thắng 20. Giao lưu với ca sĩ Đông Nhi, Ông Cao Thắng 21. Còn Thở Là Còn Gỡ (DTAP) - Erik, Phương Mỹ Chi 22. LK Yêu Là Cưới: Dưới Quê Vui Hơn (Khánh Đơn), Về Quê Anh Lo (The Night), Yêu Là Cưới (Sinike) - Lâm Vỹ Dạ, Khả Như, Puka, Huỳnh Lập, Lê Dương Bảo Lâm, Duy Khánh 23. Giao lưu với các diễn viên Lâm Vỹ Dạ, Khả Như, Puka, Huỳnh Lập, Lê Dương Bảo Lâm, Duy Khánh 24. Xuân Ơi Xuân (Thủy Tiên) - Thủy Tiên 25. MC Trấn Thành, Hồ Ngọc Hà 26. Bay Trong Xuân (Nhạc: Michelle Cho (Singing Beetle), Hidden Sound (HSND), One.KI, Spark (HSND) - Lời: Tăng Nhật Tuệ) - Hoàng Yến Chibi, Nhóm Super V 27. Giao lưu với nhạc sĩ Tăng Nhật Tuệ 28. Giao lưu với ca sĩ Hoàng Yến Chibi, nhóm Super V 29. Hài kịch: Gia Đình Sung Sức (Huỳnh Lập) - Việt Hương, Đại Nghĩa, Huỳnh Lập, Puka 30. Giao lưu với các nghệ sĩ Việt Hương, Đại Nghĩa, Huỳnh Lập, Puka 31. LK Như Hoa Mùa Xuân (Châu Đăng Khoa), Nàng Xuân (Minh Châu) - Quỳnh Hoa, Ngọc Linh, Nguyễn Phi Hùng, Lê Minh, Quốc Đại 32. LK Đau Sẽ Tốt Mà: Đau Để Trưởng Thành (Nguyễn Phúc Thiện), Nói Chia Tay Thật Khó (ViruSs), Anh Sẽ Tốt Mà (Phạm Hồng Phước) - Trấn Thành, Thùy Chi 33. Giao lưu với nghệ sĩ Trấn Thành, ca sĩ Thùy Chi 34. Một Đêm Vui Vẻ (Châu Đăng Khoa) - Hồ Ngọc Hà, Blacka 35. Giao lưu với rapper Blacka 36. Máu Đỏ Da Vàng (DTAP) - Erik 37. Lời kết - Trấn Thành, Hồ Ngọc Hà 38. Giao lưu với nhạc sĩ Phạm Việt Hoàng 39. Tết Thì Phải Về Nhà (Phạm Việt Hoàng) - Tăng Phúc, Phạm Đình Thái Ngân, Khải Đăng |
| 17 | Thập Kỷ Nhạc Xuân             | 2023          | 1. Phần mở đầu 2. Đón Tết Quê Hương (Châu Đăng Khoa, Trần Trung Thành) - Thanh Ngọc, Ngọc Mai 3. Lời mở đầu - Trấn Thành, Hồ Ngọc Hà 4. Lễ trao bằng xác lập Kỷ Lục Việt Nam cho Gala Nhạc Việt 5. Giao lưu với nhạc sĩ Châu Đăng Khoa 6. Năm Qua Đã Làm Gì (Bùi Công Nam) - Hồ Ngọc Hà 7. Tết Đến Thật Rồi (Huỳnh Hiền Năng) - Quang Vinh, Lương Bích Hữu 8. LK Một Năm Đã Qua (Châu Đăng Khoa) & Tết Trong Tâm Hồn (Nguyễn Hoàng Tôn) - Bùi Anh Tuấn, Tăng Phúc, Phạm Đình Thái Ngân 9. Giao lưu với ca sĩ Bùi Anh Tuấn, Tăng Phúc, Phạm Đình Thái Ngân 10. Giao lưu với đạo diễn Trần Thành Trung - nhà sáng lập Gala Nhạc Việt 11. Tết Này Con Sẽ Về (Nguyễn Hồng Thuận, Lăng LD) - Hòa Minzy, Lăng LD 12. Giao lưu với ca sĩ Hòa Minzy, Lăng LD 13. Khúc Giao Mùa (Huy Tuấn) - Mỹ Linh, Thu Minh 14. Giao lưu với ca sĩ Mỹ Linh, Thu Minh 15. Về Chưa Con (Bùi Công Nam) - Bùi Công Nam, Anh Tú 16. Khoảnh khắc kỷ niệm 10 năm cùng MC Trấn Thành, Hồ Ngọc Hà 17. Ô Kìa Mùa Xuân Vui (Nguyễn Minh Cường) - Ngô Kiến Huy, Thùy Lâm 18. Giao lưu với ca sĩ Ngô Kiến Huy, Thùy Lâm 19. Mùa Xuân An Lành (Huỳnh Hiền Năng) - Hoàng Dũng 20. Những bình luận nổi bật của khán giả dành cho Gala Nhạc Việt trong 10 năm qua 21. Vui Như Tết (Châu Đăng Khoa, Ricky Star) - Văn Mai Hương, Ricky Star 22. Câu chuyện năm Quý Mão - Trấn Thành, Hồ Ngọc Hà 23. Những Ngày Xuân Rực Rỡ (Châu Đăng Khoa, Yuno Bigboy) - Đông Nhi, Yuno Bigboy 24. Những điều thú vị về loài mèo - Trấn Thành, Hồ Ngọc Hà 25. Hài kịch: Đón Tết Kiểu Gì (Huỳnh Lập, Hoàng Khôi) - Đại Nghĩa, Huỳnh Lập, Puka, Duy Khánh 26. Sự bù trừ của các cặp con giáp - Trấn Thành, Hồ Ngọc Hà 27. Mùa Xuân Đầu Tiên (Tuấn Khanh) - Cẩm Ly 28. Giao lưu với ca sĩ Cẩm Ly 29. Nguồn gốc ngày 1/1 - Trấn Thành, Hồ Ngọc Hà 30. LK Cưới Hông Chốt Nha (Đỗ Thành Duy) & Thương Em Thiệt Hông (Tracy Thảo My) - Nguyên Vũ, Hồ Việt Trung, Lâm Vỹ Dạ, Khả Như 31. Ý nghĩa các tháng và nguồn gốc ngày Cá tháng Tư - Trấn Thành, Hồ Ngọc Hà 32. Mùa Hoa Năm Ấy (Xuân Phương) - Hồ Quỳnh Hương 33. Giao lưu với ca sĩ Hồ Quỳnh Hương 34. Ý nghĩa các ngày trong tuần - Trấn Thành, Hồ Ngọc Hà 35. Mùa Xuân Ơi (Nguyễn Ngọc Thiện) - Đàm Vĩnh Hưng 36. Lời kết - Trấn Thành, Hồ Ngọc Hà 37. Như Hoa Mùa Xuân (Châu Đăng Khoa, Wren Evans) - Phùng Khánh Linh, Wren Evans |
| 18 | Năm Mới Rực Rỡ                | 2024          | |
| 19 | Tết Là Nguồn Cội              | 2025          | |

## Gala Nhạc Việt Studio Session
Năm 2022, Gala Nhạc Việt cho ra mắt chương trình Gala Nhạc Việt Studio Session (GNVSS) dưới định dạng series âm nhạc liveband đầy cảm xúc. Các ca sĩ sẽ thể hiện những bài hát độc quyền, những sáng tác mới hay những bản phối mới chỉ có tại chương trình (Hit Songs). Đan xen âm nhạc, các ca sĩ còn mang đến những cuộc trò chuyện đầy thú vị, vui nhộn cùng host - giám đốc âm nhạc, nhạc sĩ Châu Đăng Khoa & đạo diễn Đinh Hà Uyên Thư (Stories)
| STT | Ca sĩ tham gia                               | Host             | Ngày phát hành | Danh sách tiết mục |
| --- | -------------------------------------------- | ---------------- | -------------- | --- |
| 1   | Văn Mai Hương                                | Châu Đăng Khoa   | 11/07/2022     | FULL • Hit Songs 1 • Stories 1 1. Hương (Hứa Kim Tuyền, Negav) 2. LK Tình Nhân Ơi, Chân Ái, Người Lạ Ơi (Châu Đăng Khoa) 3. Nếu Như Anh Đến (Nguyễn Đức Cường) 4. Em Là Để Yêu (Châu Đăng Khoa)                                                                                     |
| 2   | Luna Đào                                     | Châu Đăng Khoa   | 18/07/2022     | FULL • Hit Songs 2 • Stories 2 1. Thanh Xuân (Luna Đào) 2. Đơn Phương (Luna Đào) 3. Ai Chung Tình Được Mãi (Đông Thiên Đức) 4. Hạnh Phúc Mới (Thái Thịnh & Đằng Phương) |
| 3   | Trung Quân                                   | Đinh Hà Uyên Thư | 25/07/2022     | FULL • Hit Songs 3 • Stories 3 1. Chơi Vơi (KHÁNH) 2. LK Dấu Mưa, Chuyện Mưa, Sau Cơn Mưa (Phạm Toàn Thắng, Lê Hà Nguyên, Trương Kiều Diễm) 3. Sợ (Châu Đăng Khoa) 4. Người Anh Chưa Từng Quên (Janie Hải Ngọc)                                                                     |
| 4   | Đạt G                                        | Châu Đăng Khoa   | 01/08/2022     | FULL • Hit Songs 4 • Stories 4 1. Buồn Không Em (Đạt G) 2. Trái Tim Bên Lề (Phạm Khải Tuấn) 3. Anh Ơi Ở Lại (Đạt G) 4. Giống Như Tình Anh (Đạt G) |
| 5   | Hòa Minzy                                    | Đinh Hà Uyên Thư | 08/08/2022     | FULL • Hit Songs 5 • Stories 5 1. Không Thể Cùng Nhau Suốt Kiếp (Mr. Siro) 2. Rời Bỏ (Vũ Huy Hoàng) 3. Người Đến Sau Thay Em (Hùng Quân) 4. Đau Nhất Là Lặng Im (Quang Hùng MasterD)                                                                                                |
| 6   | Thanh Ngọc Khách mời đặc biệt: Ngô Quỳnh Anh | Châu Đăng Khoa   | 15/08/2022     | FULL • Hit Songs 6 • Stories 6 1. Hãy Buông Tay Em (Nguyễn Văn Chung) 2. Hương Ngọc Lan (Anh Quân) 3. Không Bằng 不如 (Nhạc: Chu Lâm 周林, lời Việt: ViAM) 4. Tri Kỷ (Trần Vũ Anh Bình) - hát với Ngô Quỳnh Anh                                                                     |
| 7   | Uyên Linh                                    | Châu Đăng Khoa   | 20/10/2022     | Hit Songs 7 • Stories 7 1. Dạ Vũ (Tăng Duy Tân) 2. Em Bỏ Hút Thuốc Chưa (Tiên Cookie) 3. Bài Hát Của Em (Nhạc Của Trang) 4. Người Hát Tình Ca (Lưu Thiên Hương) |
| 8   | Quang Hùng MasterD                           | Châu Đăng Khoa   | 03/11/2022     | Hit Songs 8 • Stories 8 1. Dễ Đến Dễ Đi (Quang Hùng MasterD) 2. Đừng Khóc Một Mình (Quang Hùng MasterD) 3. Cảm Giác Lúc Ấy Sẽ Ra Sao (Hưng Cacao, Only C) 4. LK Là Bạn Không Thể Yêu & Vì Yêu Là Nhớ (Nhạc: Quang Hùng MasterD, Only C - Lời: Quang Hùng MasterD, Lou Hoàng, L.I.T) |
| 9   | Sofia Khách mời đặc biệt: B Ray              | Đinh Hà Uyên Thư | 17/11/2022     | Hit Songs 9 • Stories 9 1. Có Một Tảng Băng Yêu Anh Mãi (Châu Đăng Khoa) 2. Buồn Không Thể Buông (RIN9) 3. Mashup Nhớ Người Hay Nhớ... Là Do Em Xui Thôi (Châu Đăng Khoa) 4. Thiêu Thân (Châu Đăng Khoa, B Ray) - hát với B Ray                                                     |
| 10  | Lương Bích Hữu                               | Châu Đăng Khoa   | 13/03/2023     | Hit Songs 10 • Stories 10 1. Dằm Trong Tim (Thu Hà) 2. Hạ Trắng (Trịnh Công Sơn) 3. Đã Sai Từ Lúc Đầu (Nguyễn Minh Cường) 4. Quên Cách Yêu (Khánh Đơn) |
| 11  | Khải Đăng                                    | Đinh Hà Uyên Thư | 07/04/2023     | Hit Songs 11 ᛫ Stories 11 1. Ngày Mai Em Đi Mất (Đạt G) 2. Không Gì Có Thể Thay Thế Em (Nguyên Chấn Phong) 3. Nụ Hôn Và Nước Mắt (Nhạc Hoa: 黃大軍 - Lời Việt: Hoàng Văn Hiệp) 4. Tình Yêu Có Còn Tồn Tại (Hùng Quân)                                                               |
| 12  | Doãn Hiếu                                    | Châu Đăng Khoa   | 04/07/2023     | Hit Songs 12 ᛫ Stories 12 1. Họ Yêu Ai Mất Rồi (Doãn Hiếu) 2. Xuân Thì (Phan Mạnh Quỳnh) 3. Yêu Lại Từ Đầu (Khắc Việt) 4. Nụ Cười 18 20 (Doãn Hiếu) |

## Music Video
- Những Trái Tim Việt Nam (Phương Uyên) - 100 Văn Nghệ Sĩ (2014)
- Mùa Đẹp Nhất (Châu Đăng Khoa) - Hồ Ngọc Hà & Những Người Bạn (2015)
- Tự Tin Là Con Gái (JIS, Nguyễn Hồng Thuận) - Khánh Thi x Linh Hoa (2015)
- Đừng Rời Xa Em (Châu Đăng Khoa) - Giang Hồng Ngọc (2016)
- Chúc Tết Mọi Nhà (Châu Đăng Khoa) - Hồ Ngọc Hà x Noo Phước Thịnh (2017)
- Việt Nam Tươi Đẹp (Nguyễn Hoàng Duy) - 40 Văn Nghệ Sĩ (2017)
- Vị Quê Nhà (Only C, Lou Hoàng) - Noo Phước Thịnh ft. Lou Hoàng - An Nguy & Jeremy Maman (2017)
- Thanh Xuân Của Chúng Ta (Châu Đăng Khoa) - Bảo Anh, Bùi Anh Tuấn (2017)
- Việt Nam Tươi Đẹp (Acoustic Version) (Nguyễn Hoàng Duy) - Phương Trinh, Vũ Thảo My, Tia Hải Châu & 50 nghệ sĩ (2018)
- Việt Nam Viết Nên Giấc Mơ (Huỳnh Hiền Năng) - Nhiều Ca Sĩ (2018)
- Việt Nam Chiến Thắng / We Are The Champion (Phương Uyên) - 100 Văn Nghệ Sĩ (2018)
- Vị Quê Nhà (Acoustic Version) (Only C, Lou Hoàng) - Bùi Anh Tuấn x Lou Hoàng x 100 Văn Nghệ Sĩ (2019)
- Cưới Nhau Đi / Yes I Do (Châu Đăng Khoa) - Bùi Anh Tuấn x Hiền Hồ x 100 cặp cô dâu chú rể (2019)
- Anh Cần Em / I Need You (Hoàng Anh) - Châu Khải Phong, Khang Việt (2019)
- Ba Chúng Ta / Three Of Us (Đỗ Hiếu) - Han Sara x Đỗ Hiếu (2019)
- Thank You - Những Chiến Binh Thầm Lặng (Phạm Việt Hoàng) - Hồ Ngọc Hà, Noo Phước Thịnh, Đông Nhi, Ngô Kiến Huy, Bùi Anh Tuấn, Bảo Anh & 70 Nghệ Sĩ (2020)
- Trao Đi May Mắn Nhận Lại Nụ Cười (Châu Đăng Khoa) - Miu Lê, OSAD & hơn 60 Văn Nghệ Sĩ (2020)
- Sắc Màu Quê Hương (Hoài An) - Hiền Thục x Phương Mỹ Chi (2021)
- Tết Nhà Mình (Huỳnh Hiền Năng) - Hòa Minzy x Lăng LD (2021)
- Khi Thế Giới Đó Mất Đi (Nguyễn Hòng Thuận) - Tăng Phúc x Hương Ly (2021)
- Volunteer - Trái Tim Thanh Xuân (Lê Minh MTV, Ngọc Linh) - 100 Nghệ Sĩ Việt Nam (2021)
- Way Back Home / Về Nhà Thôi (JQ, Lee Ji Hye, Shaun, Châu Đăng Khoa) - Shaun ft. 20 Nghệ Sĩ Việt Nam (2021)
- Người Đến Sau Thay Em (Hùng Quân) - Hòa Minzy (2022)
- Quên Cách Yêu (Khánh Đơn) - Lương Bích Hữu (2023)
- Đã Sai Từ Lúc Đầu (Nguyễn Minh Cường) - Lương Bích Hữu (2023)

## Phim ngắn
- Tết Đoàn Viên - NSND Kim Xuân, Sơn Ngọc Minh (2014)
- Tết Đoàn Viên - Vị Của Tình Thân - Ngân Quỳnh, Anh Tú Atus, Cao Mỹ Kim (2015)
- Chuyến Xe Sum Vầy - Phở, Hồ Ngọc Hà, Hari Won, Khả Như & nhiều nghệ sĩ (2017)
- Tết Của Tài - Cát Phượng, Ngô Kiến Huy, Puka, Dương Lâm, BB Trần (2018)

## Gala Nhạc Việt Fan Party
| STT | Ca sĩ / Nghệ sĩ | Ngày       | Khách mời            |
| --- | --------------- | ---------- | -------------------- |
| 1   | Hương Tràm      | 07/05/2019 | Đức Phúc, Như Ngọc   |
| 2   | Bùi Anh Tuấn    | 08/09/2019 | Hiền Hồ, Yanbi       |
| 3   | Bảo Anh         | 22/06/2023 | Trung Quân, Kai Đinh |